# Emma Kennedy
Pour les articles homonymes, voir Kennedy.
Emma Kennedy, née le 28 mai 1967 à Corby en Angleterre, est une actrice, auteur et présentatrice de télévision britannique.

## Vie privée
Emma Kennedy est ouvertement lesbienne et a été en couple durant 5 années avec l'actrice Sue Perkins. 
Le 25 juillet 2015, Emma Kennedy s'est mariée avec Georgie Gibbon,,.

## Filmographie
- 2011-2014 : This Is Jinsy (série télévisée) : Jinsy Player
- 2013 : Strange Hill High (série télévisée) : Becky Butters
- 2012 : Miranda (série télévisée) : Sue Perb
- 2011 : Arthur Christmas : Elf (voix)
- 2010 : Casualty (série télévisée) : Harriet Dunlop
- 2009 : A Very British Cult (court métrage)
- 2008 : My Family (série télévisée) : Belinda
- 2007 : Comedy Showcase (série télévisée) : Sally Woodison
- 2006-2007 : Les Flingueuses (série télévisée) : Lillian Gordon-Moore
- 2006 : Notes on a Scandal : Linda
- 2006 : Rabbit Fever : Dr Emily Reed
- 2006 : The Virgin Queen (mini-série) : Ellen
- 2005 : The Comic Side of 7 Days (série télévisée) : la narratrice (voix)
- 2004-2005 : The Smoking Room (série télévisée) : Heidi
- 2004 : The Mark Steel Lectures (documentaire) : Sylvia Pankhurst / Mary Shelley
- 2002 : People and Other Weird Creatures (série télévisée)
- 2002 : Rescue Me (série télévisée) : Deborah
- 1999-2001 : People Like Us (série télévisée) : Elaine Richards / WPC Jane Thaw
- 2000 : Joan (court métrage) : Joan
- 1998-2000 : Delhi Royal (série télévisée)
- 2000 : The Peter Principle (en) (série télévisée) : WPC
- 1999 : Jonathan Creek (série télévisée) : Christine
- 1998-1999 : Kiss Me Kate (série télévisée) : l'assistante du manager
- 1999 : This Morning with Richard Not Judy (série télévisée) : Nostradamus
- 1997 : Planet Mirth (série télévisée)